# Sant Simeó de Massoteres
Les ruïnes de l'església de Sant Simeó de Massoteres són dins el recinte del cementiri vell i, òbviament, desafectat del poble de Massoteres, el qual és situat a 502 m d'altitud, a la plana de Guissona. Avui, del cementiri, amb prou feines queden les restes de l'estructura d'uns nínxols i enderrocs d'antigues tombes.

## Descripció
De l'antiga església de Sant Simeó només resta l'absis, el mur de migjorn i una part del de ponent, on s'obria la porta d'entrada. Tot i el seu estat de ruïna, es pot deduir que es tractava d'un petit edifici, d'una sola nau, coberta amb volta de canó i teulada a dues aigües, capçada a llevant per un absis de planta semicircular cobert amb volta de quart d'esfera; l'absis s'obria a la nau mitjançant un doble arc de mig punt en degradació. A la façana de migjorn hi ha una petita finestra rectangular i a la de ponent s'aprecia encara l'inici d'un dels brancals de la porta d'entrada.

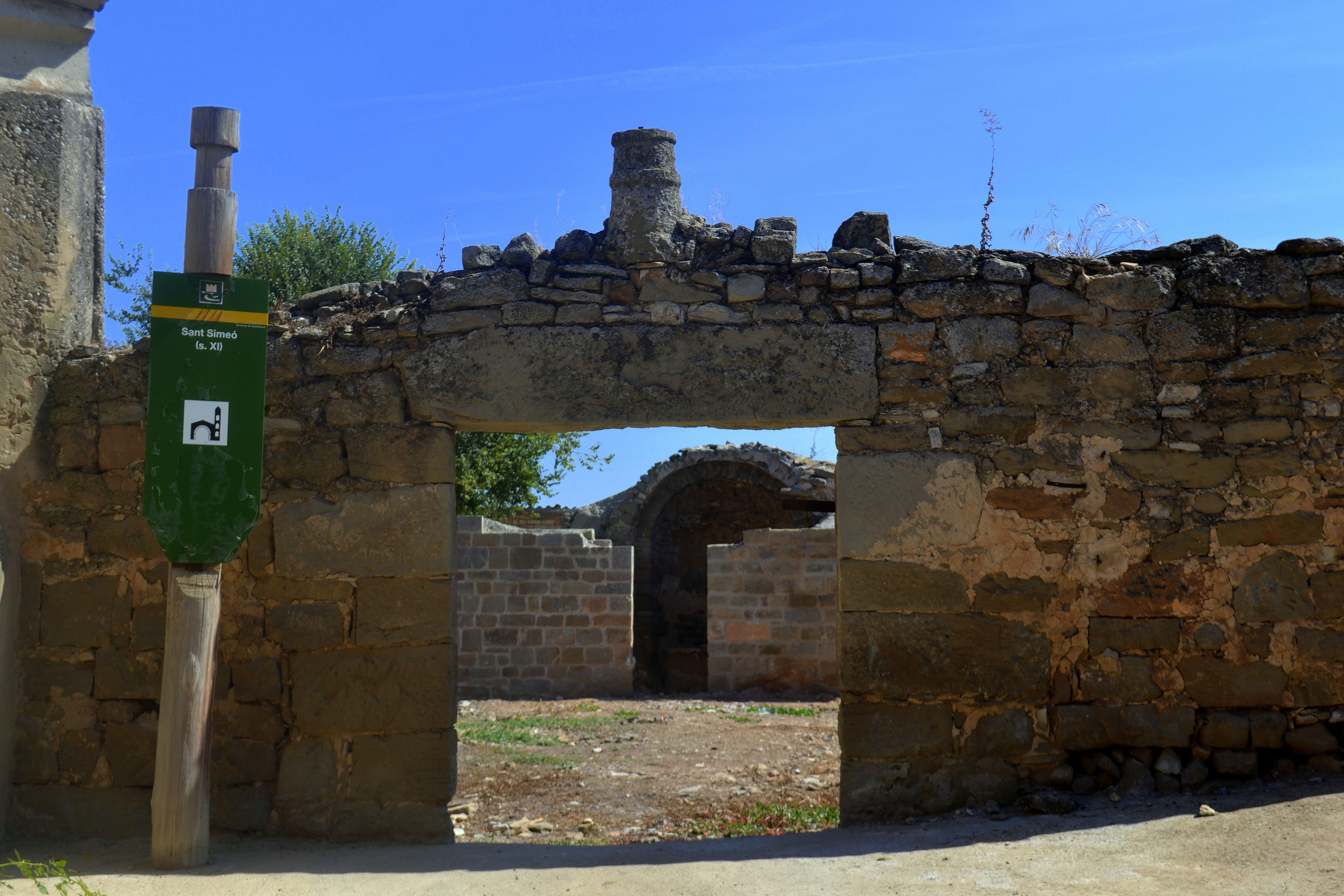
Sant Simeó de Massoteres (2013)

L'absis, bastit sobre un petit sòcol, és ornamentat amb arcuacions llombardes en grups de dues o tres entre lesenes. Al centre del semicilindre absidal hi ha una finestra d'arc de mig punt i de doble esqueixada. L'aparell de l'edifici és fet de carreuó de mida mitjana i gran, disposat en filades irregulars i desordenades, que correspon a una construcció pròpia del segle xi.

## Història
Malauradament no es disposa, ara com ara, de referències documentals d'època medieval d'aquest temple, que podria haver estat la primitiva església del poble de Massoteres, l terme del qual era inclòs dins la demarcació del castell de Talteüll i depengué eclesiàsticament, des del segle xi, de la parròquia de Sant Pere de Talteüll.
Ha estat recentment assegurada, portant a terme alguns treballs que han estabilitzat les pedres supervivents.